# Rosa Sels
Rosa Sels (Vorselaar, 26 september 1943) is een Belgisch voormalig wielrenster. Zij is de zus van Karel en Ward Sels. Ze won zilver op het wereldkampioenschap 1960 op de Sachsenring in Oost-Duitsland achter de Britse Beryl Burton. In dat jaar won ze het Belgisch kampioenschap wielrennen voor dames elite. Ook op het wereldkampioenschap 1963 in Ronse in eigen land won ze zilver, achter haar landgenote Yvonne Reynders. Een jaar later won Sels brons op het wereldkampioenschap in Sallanches in de Franse Alpen, achter de Sovjetvrouwen Emma Sonka en Galina Yudina.

## Palmares
1959
- Belgisch kampioenschap op de weg
- 10e wereldkampioenschap op de weg

1960
- Belgisch kampioene op de weg
- wereldkampioenschap op de weg

1961
- Belgisch kampioenschap op de weg
- 9e wereldkampioenschap op de weg

1963
- wereldkampioenschap op de weg

1964
- Belgisch kampioenschap op de weg
- wereldkampioenschap op de weg